# Akseli Pelvas
Akseli Pelvas (Espoo, 8 febbraio 1989) è un ex calciatore finlandese, di ruolo attaccante.

## Carriera

### Club
Ha iniziato a giocare all'età di cinque anni, quando entrò a far parte dell'Etelä-Espoon Pallo di Espoo. Nel 2003 è entrato nelle giovanili dello HJK. Solo due dopo anni è stato promosso nella squadra riserve dello HJK, il Klubi-04.
Ha fatto il suo debutto in prima squadra il 28 giugno 2007, all'età di diciotto anni, in occasione del pareggio per 1-1 contro l'Inter Turku. Ha trascorso la prima parte della stagione 2008 nella squadra riserve, segnando 24 gol in 17 partite, trasferendosi quindi in prestito al IFK Mariehamn per la seconda metà di stagione. Ha segnato i suoi primi due gol il 19 ottobre 2008 in una vittoria per 2-3 contro lo Haka.
Il 22 febbraio 2009 ha firmato un contratto triennale con lo HJK Helsinki.

### Nazionale
Ha giocato numerose partite con le varie nazionali giovanili finlandesi.
Tra il 2012 ed il 2018 ha totalizzato complessivamente 8 presenze ed una rete con la maglia della nazionale maggiore finlandese.

## Palmarès
- Campionato finlandese: 8

HJK: 2009, 2010, 2011, 2012, 2013, 2017, 2018
SJK 2015
- Suomen Cup: 3

HJK: 2008, 2011, 2016-2017
- Liigacup: 1

SJK: 2014